# Stampa a caratteri mobili

La stampa a caratteri mobili in una xilografia del 1568.

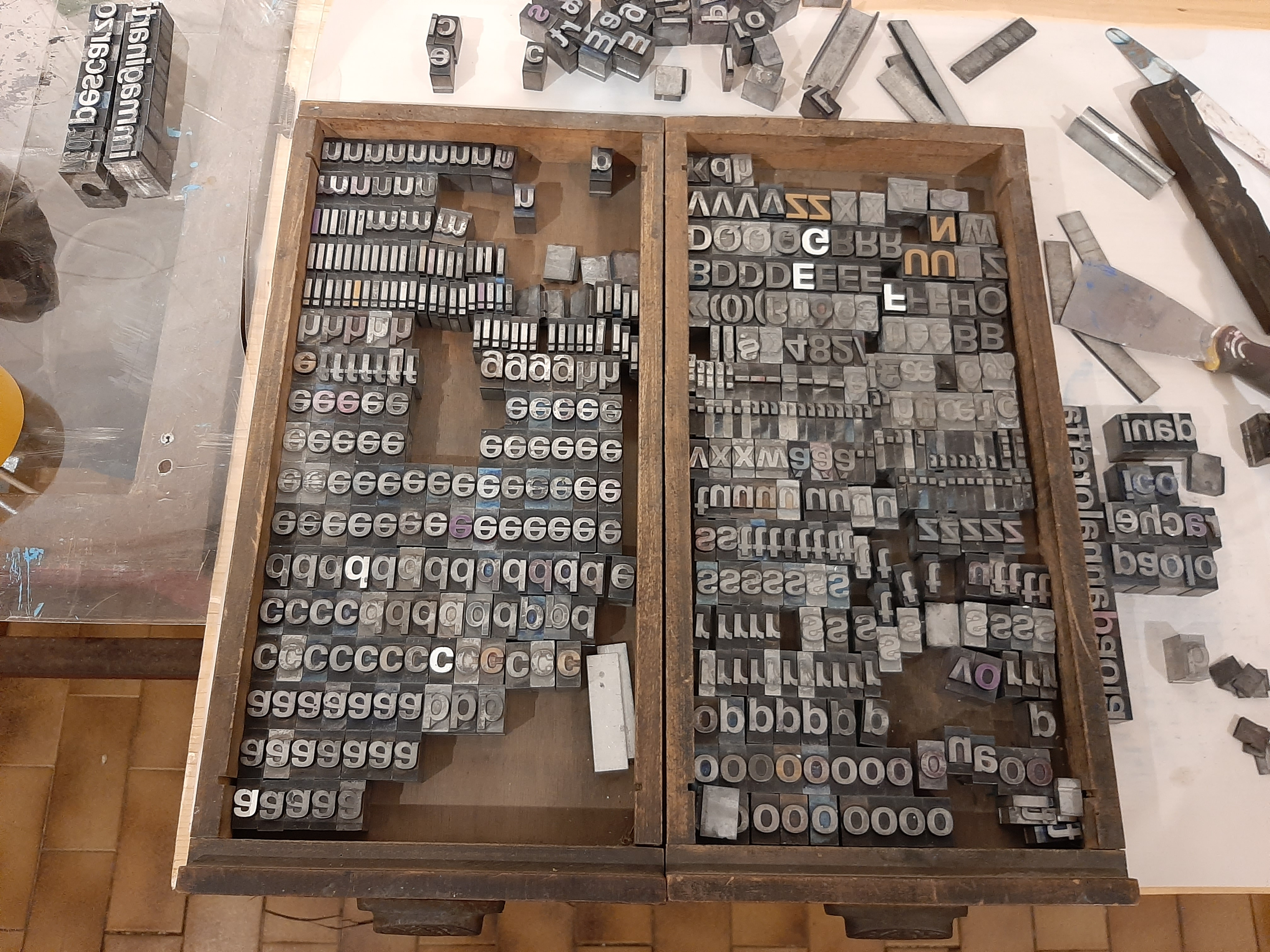
Caratteri mobili (Museo della stampa Lodovico Pavoni).

La stampa a caratteri mobili è una tecnica di stampa basata sull'uso di elementi mobili per riprodurre testi su un supporto di carta. Fu inventata in maniera indipendente in Cina e in Europa. Venne introdotta per la prima volta in Cina attorno al 1041 dall'inventore Bi Sheng, che ideò caratteri in terracotta; in Europa nel 1453-55, dal tedesco Johannes Gutenberg, che realizzò caratteri in metallo.

## Il procedimento di stampa
Per quanto riguarda l'Europa, la lega tipografica di Gutenberg era formata da piombo, antimonio e stagno, raffreddava velocemente e resisteva bene alla pressione esercitata dal torchio. Il torchio tipografico usato per la stampa era derivato dalla pressa a vite impiegata per la produzione del vino: esso permetteva di applicare efficacemente, e con pressione uniforme, l'inchiostro sulla pagina.
La tecnica tipografica di Gutenberg consisteva nell'allineare i singoli caratteri in modo da formare una pagina, che veniva cosparsa di inchiostro e pressata su un foglio di carta. L'innovazione stava nella possibilità di riutilizzare i caratteri. Con la tecnica precedente, cioè la xilografia (da cui il torchio xilografico), le matrici di stampa venivano ricavate da un unico pezzo di legno, che poteva essere impiegato solo per stampare sempre la stessa pagina, finché non si rompeva la matrice, cosa che accadeva molto spesso.
Questa tecnica si rivelò di gran lunga migliore rispetto ai procedimenti tradizionali e si diffuse in pochi decenni in tutta Europa: solo 50 anni dopo erano stati stampati già 30 000 titoli per una tiratura complessiva superiore ai 12 milioni di copie. Il primo testo fu la Bibbia a 42 linee, cioè 42 righe per pagina, con il testo stampato su due colonne. I libri stampati con la nuova tecnica tra il 1453-55 e il 1500 vengono chiamati incunaboli.

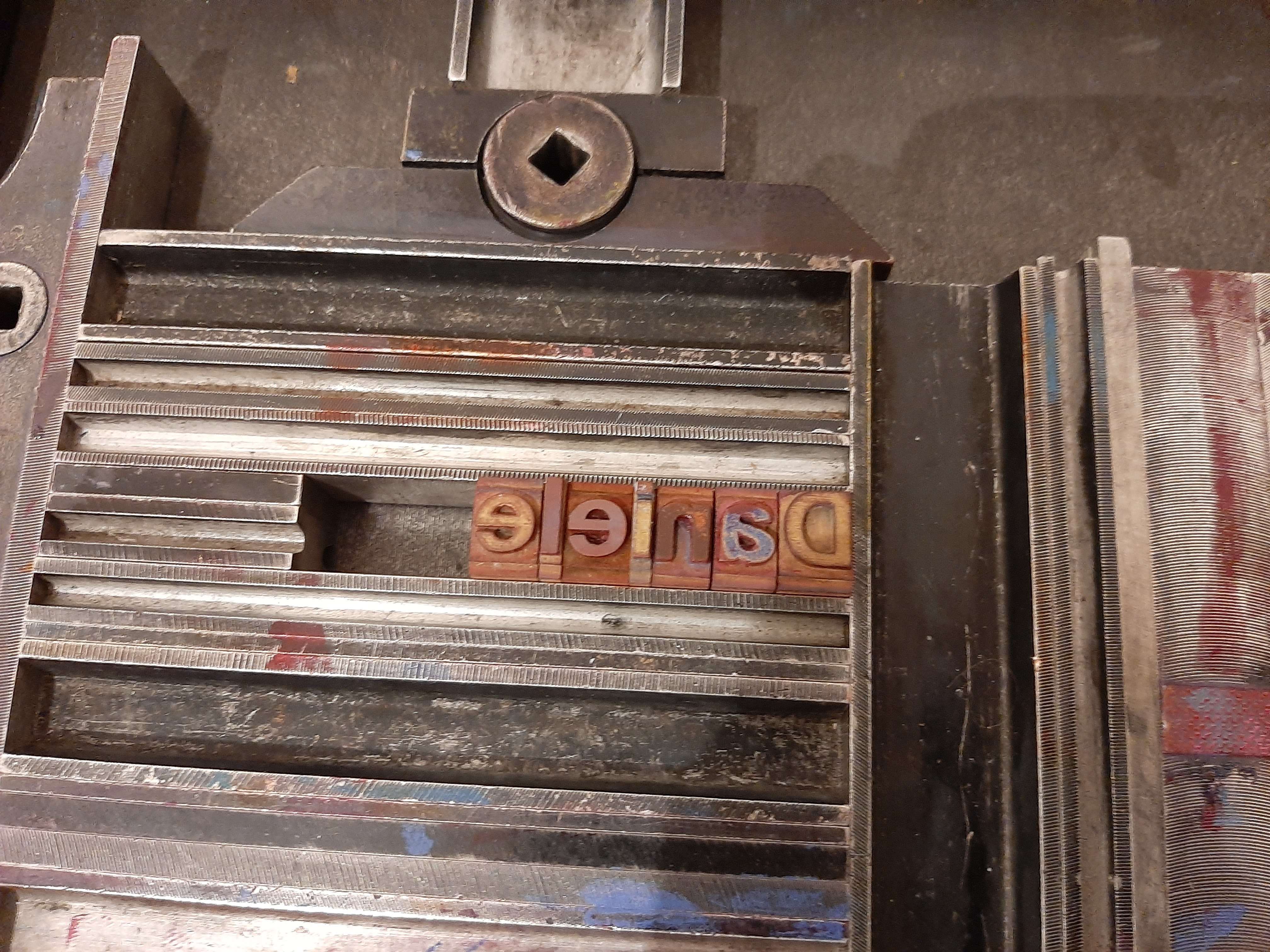
Posizionamento dei caratteri mobili in un torchio tipografico
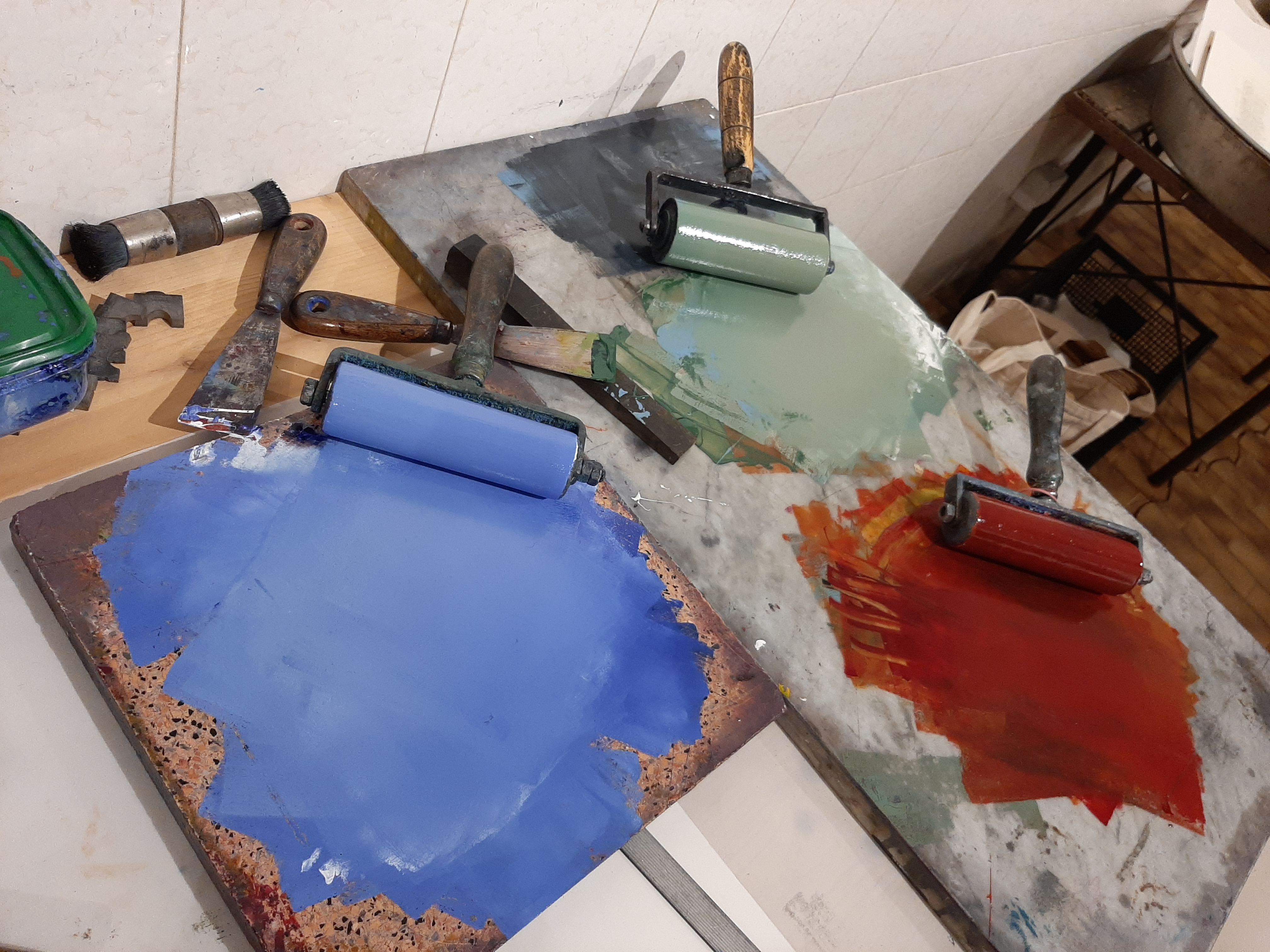
Inchiostri tipografici
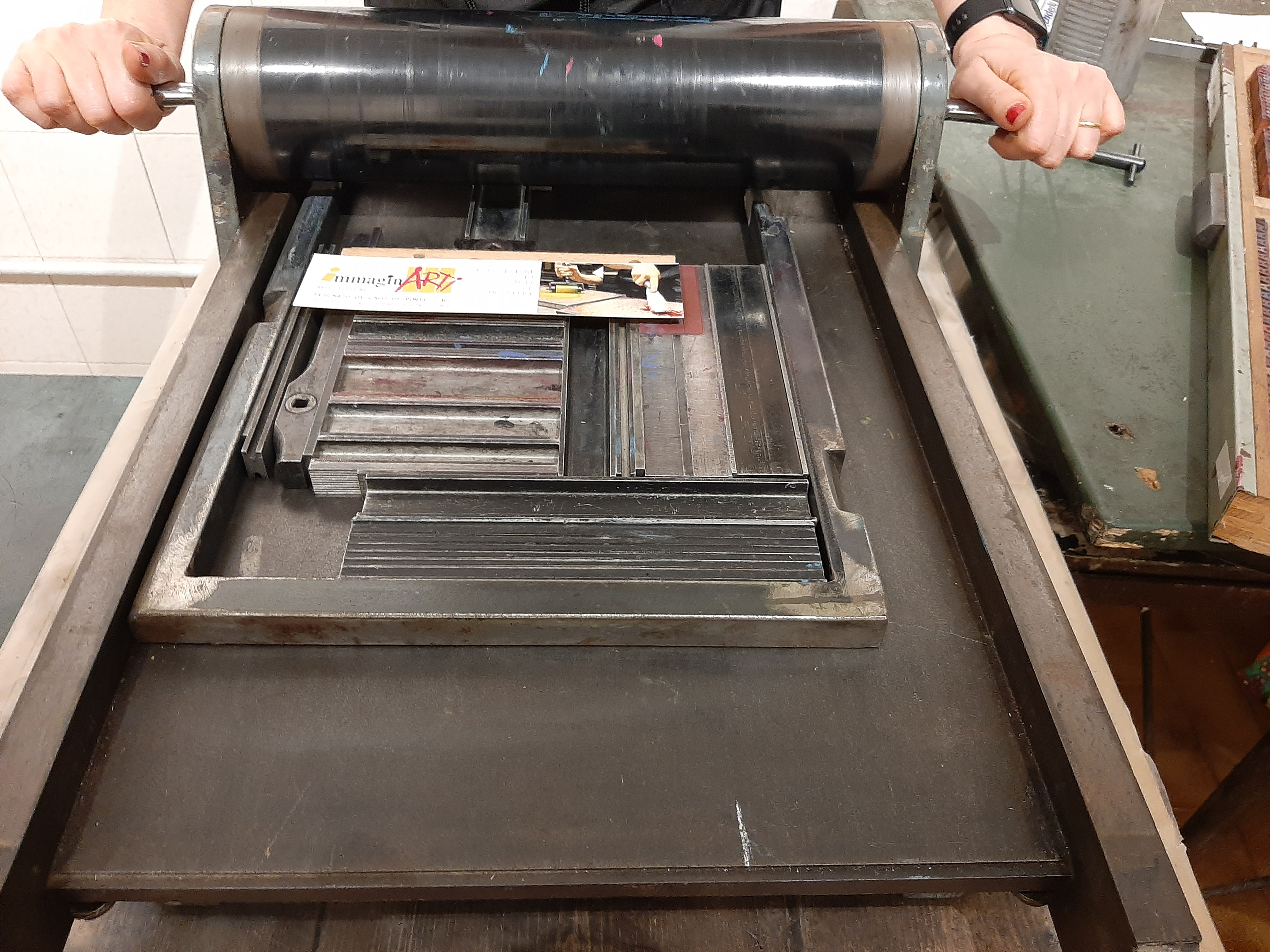
Stampa con torchio tipografico

## Storia

### L'invenzione dei caratteri mobili

#### Cina e Corea

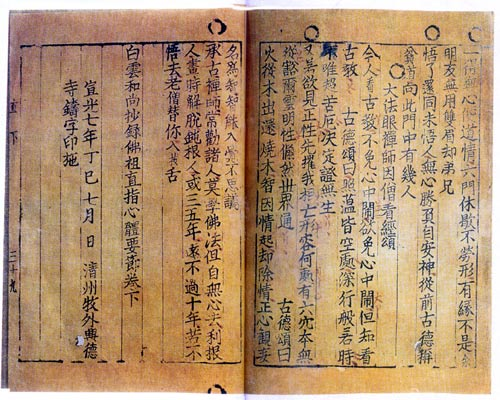
Una pagina del Jikji, la più antica opera esistente fabbricata con caratteri mobili metallici. Fu realizzata in Corea nel 1377, 78 anni prima dell'invenzione di Gutenberg in Europa.

I caratteri mobili furono inventati in Cina durante la dinastia Song intorno all'anno 1041 da Bi Sheng. I caratteri di Bi Sheng (incisi nella porcellana, poi induriti nel fuoco e assemblati in resina) non si prestavano tuttavia per la stampa in larghe quantità poiché erano soggetti a una facile rottura. Il funzionario Wang Zhen (attivo fra il 1290 e il 1333) migliorò il sistema di Bi Sheng introducendo caratteri mobili incisi nel legno. Successivamente, la stampa a caratteri mobili fu sviluppata in Cina e in Corea verso il 1490 con la realizzazione di caratteri di bronzo da parte del tipografo Hua Sui (1439-1513).
I primi libri noti per essere stati stampati con caratteri in lega metallica apparvero in Corea durante la dinastia Goryeo. Nel 1234 fu pubblicata una serie di libri rituali, Sangjeong Gogeum Yemun, compilata da Choe Yun-ui. Questi libri non sono sopravvissuti e ad oggi il libro più antico esistente al mondo ad essere stato stampato in caratteri mobili metallici è il Jikji, un libro sul buddhismo coreano stampato in Corea nel 1377.
La stampa a caratteri mobili in metallo inventata in Corea differiva dalla stampa europea nei materiali utilizzati per il tipo, il punzone, la matrice, lo stampo e nel metodo di pressione. Si sono sollevati dibattiti e speculazioni accademiche sul fatto che la stampa a caratteri mobili orientale si possa essere diffusa in Europa tra la fine del XIV secolo e l'inizio del XV secolo.

#### In Europa

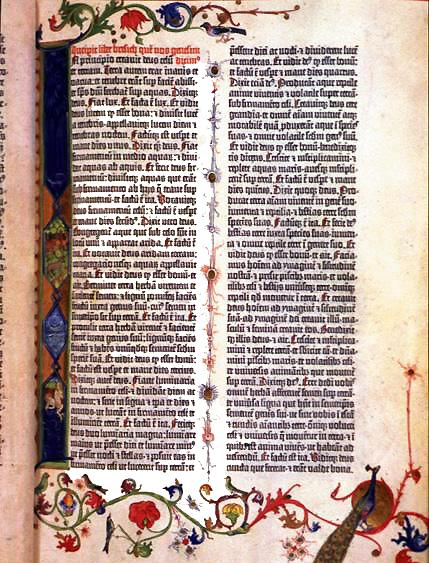
Una pagina della Bibbia di Gutenberg (1453-1455).

In Occidente la stampa a caratteri mobili in metallo fu inventata dall'orafo tedesco Johannes Gutenberg a Magonza. Il primo libro stampato da Gutenberg con la nuova tecnica fu la «Bibbia a 42 linee» (1453-55); il testo utilizzato fu quello della Vulgata, la bibbia latina tradotta dal greco da san Gerolamo nel V secolo. In tre anni ne furono prodotte 180 copie, 48 delle quali sono arrivate fino a noi. Quaranta copie furono stampate su pergamena e 140 su carta di canapa importata dall'Italia. A differenza delle stampe a caratteri mobili in Oriente, il sistema di stampa a caratteri mobili di Gutenberg vide fin da subito una rapida diffusione in tutta Europa, tanto che nel 1480 erano presenti nel continente ben 110 macchine da stampa, 50 delle quali in Italia.
Con il procedimento ideato da Gutenberg, testi di qualsiasi natura potevano essere pubblicati in modo più veloce, economico e in maggiore quantità. La stampa a caratteri mobili diede un contributo decisivo alla diffusione del libro. A sua volta, la diffusione del libro creò un nuovo settore di attività economica, quello dell'editoria.
Secondo molti teorici delle scienze della comunicazione si aprì così una nuova epoca dello sviluppo della comunicazione umana: questa rivoluzione è stata analizzata particolarmente da Vilém Flusser o da Marshall McLuhan nel saggio La galassia Gutenberg.

### La diffusione della stampa a caratteri mobili in Europa
Una dopo l'altra, in tutte le principali città europee nacquero delle officine di stampa (Colonia: 1466, Roma: 1467, Venezia: 1469, Parigi e Napoli: 1470, Segovia: 1472, Cracovia: 1473, Valencia: 1474, Londra: 1477). Già nel 1480 in Germania e in Italia vi erano stamperie in ben 40 città; i due Paesi sono considerati i principali centri editoriali in termini di quantità e di qualità. Secondo una stima, alla fine del XV secolo vi erano almeno mille torchi da stampa disseminati in 200 città europee. Secondo Elizabeth Eisenstein, nei primi 50 anni dopo l'invenzione gutenberghiana furono stampati otto milioni di libri nelle diverse lingue europee. Dai torchi uscivano volumi di differenti tipologie: testi antichi di diritto, libri di medicina, messali finemente decorati e libri liturgici, classici della letteratura latina, testi universitari, opuscoli d'occasione, fogli volanti e testi sui più vari argomenti, sia in latino che in volgare.
Nel 1472 Johannes Parix stampò a Segovia il Sinodal de Aguilafuente per il vescovo Arias Dávila. Nel 1473 a Cracovia Kasper Straube pubblicò l'Almanach cracoviense ad annum 1474. Nel 1476 una pressa fu montata in Inghilterra da William Caxton. Alla fine del XV secolo l'uso della stampa era già diffuso in tutta l'Europa occidentale. Le biblioteche si arricchirono di copie. I libri circolarono e favorirono il confronto delle opinioni. Ai libri stampati affidarono le loro idee grandi scienziati come Copernico (1473-1543).
Nella seconda metà del XVII secolo si diffuse la distinzione tra la lettera 'V' e la lettera 'U' per favorire la lettura dei testi.

#### In Italia

##### Diffusione

I tipi di carattere, detti sublacensi, utilizzati da Conrad Sweynheym e Arnold Pannartz a Subiaco (1465-1467).

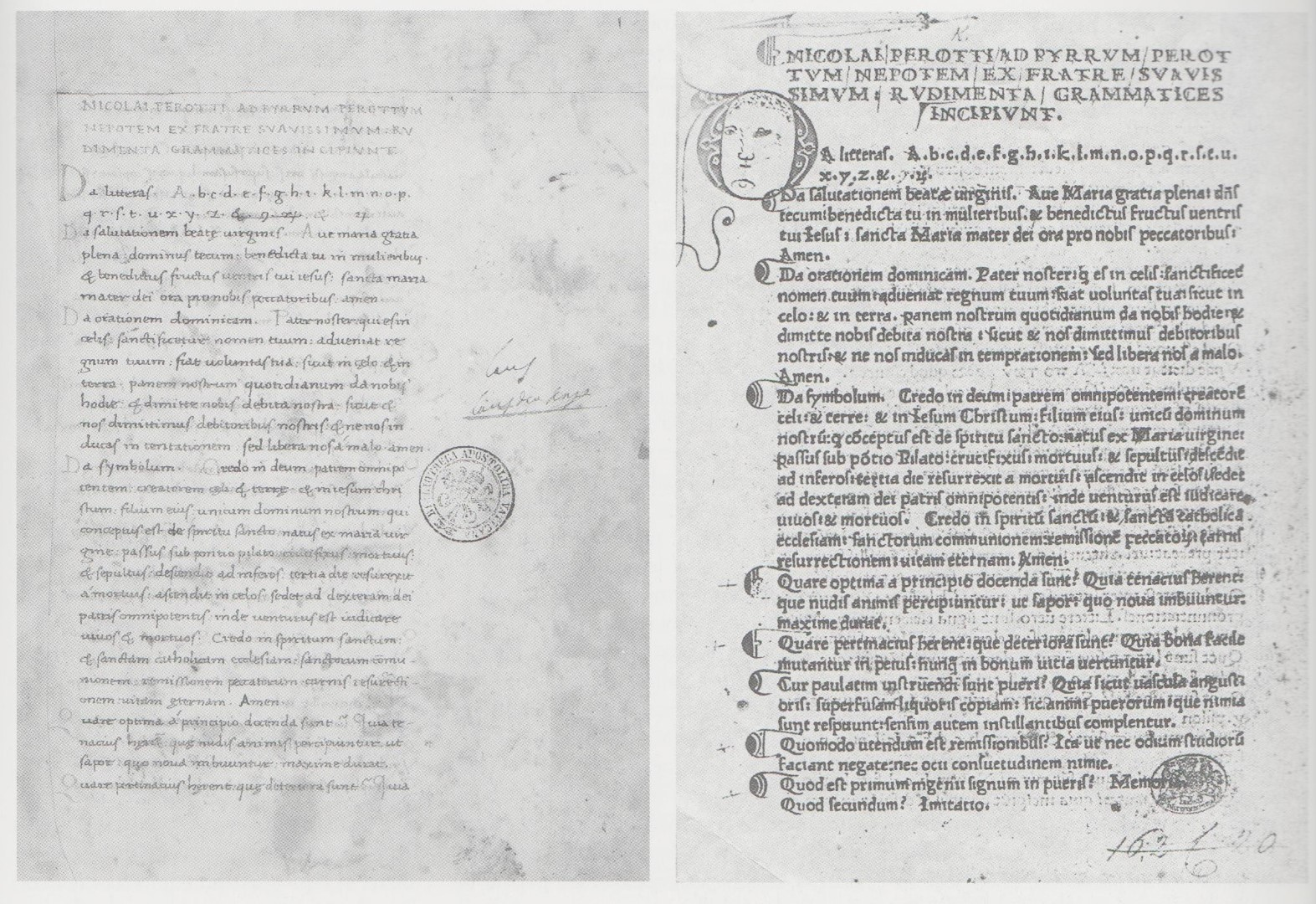
Niccolò Perotti, Rudimenta grammatices. A sinistra un libro manoscritto (che funge da exemplum) e la corrispondente pagina stampata (a destra).

Con non meno di 10 500 edizioni nel XV secolo e 64 000 nel XVI, tenendo conto solo delle edizioni giunte fino a noi, l'Italia ebbe un ruolo rilevante nella prima età della stampa. Il primo libro stampato fuori della Germania fu realizzato nel monastero di Santa Scolastica a Subiaco (tra Lazio e Abruzzo). Fu opera di Conrad Sweynheym e Arnold Pannartz (il primo della diocesi di Magonza e il secondo di quella di Colonia). Giunti nella penisola nel 1464, tra il 1465 e il 1467 pubblicarono: un Donato minore ovvero Donatus pro puerulis (una grammatica latina per fanciulli, ora disperso), il De oratore di Cicerone, il De Civitate Dei di Sant'Agostino e tre opere di Lattanzio: tutti con una tiratura di 275 copie.
Il carattere delle edizioni stampate è denominato sublacense: le minuscole sono semigotiche, mentre le maiuscole sono ispirate alla scrittura epigrafica latina. Questa novità fu esclusivamente italiana: i due tipografi non la importarono dalla Germania, ma la introdussero dopo aver visto, sui muri del monastero, antiche epigrafi romane e dopo aver letto, nella libreria del monastero, manoscritti di epoche molto anteriori alla loro. Nello stesso periodo veniva impiantata la prima stamperia a Roma, ma non si è conservato nessun incunabolo romano anteriore al 1467. Di certo i primi stampatori furono tedeschi. Nel 1470 apparvero, sempre nell'Urbe, le prime opere di quello che è considerato il primo tipografo italiano: Giovanni Filippo De Lignamine. Nel 1471 Papa Paolo II fece riprodurre a stampa la bolla con cui preannunciava il VII Giubileo del 1475. Fu il primo documento pontificio a stampa.
Noto fin dal 1927, quando entrò in possesso del libraio antiquario Jacques Rosenthal di Monaco e venne descritto da Konrad Haebler, fu poi attribuito da Lamberto Donati al tipografo parmense Damiano da Moile, quindi fu riscoperto a partire dagli anni 1990 e battuto all'asta da Christie's a Londra il 23 novembre 1998. Si tratta di un testo religioso, che contiene un'edizione italiana illustrata della Passione di Cristo, esemplata sull'edizione tedesca della Leiden Christi e realizzata — secondo l'ipotesi di Piero Scapecchi — nel 1463 circa a Bondeno (centro urbano politicamente e culturalmente vivace, sito in una posizione strategica, tra Ferrara, Modena e Reggio Emilia) da Ulrich Pursmid, tipografo tedesco all'epoca in Italia. In un contratto con Paul Moerich, stipulato a Bondeno il 24 febbraio 1463 e risolto il 27 aprile, costui s'impegnò, in cambio di vitto e alloggio, a prestare la propria arte, appresa in patria. 
Originariamente l'incunabolo, in-8º, era costituito da sedici carte, ma oggi ne rimangono soltanto otto. Secondo Scapecchi il frammento Parsons-Scheide potrebbe essere il primo incunabolo stampato in Italia.
Nel 1470 Johannes Numeister, allievo di Gutenberg, stampò a Foligno il De bello Italico adversus Gothos dell'umanista Leonardo Bruni. Sempre nel 1470 a Venezia fu stampato dal tedesco Vindelino da Spira il primo libro in volgare italiano con data certa: il Canzoniere e i Trionfi di Francesco Petrarca. L'11 aprile 1472 a Foligno fu finita di stampare da Numeister e da Evangelista Angelini la Divina Commedia. Sempre nel 1472 Jacopo da Fivizzano stampò nella sua città d'origine le Opere di Virgilio. Il primo libro al mondo stampato in greco con data certa apparve a Milano nel 1476: fu una grammatica della lingua (Ἐρωτήματα, Erotémata di Costantino Lascaris). L'Italia detiene il primato anche della prima opera stampata con caratteri arabi: nel 1514 uscì a Fano il Kitāb ṣalāt al‐sawā'ī o Horologium breve, ad opera del tipografo Gregorio de' Gregori.
Una pressa come quella di Gutenberg venne impiantata a Venezia nel 1469. Nel 1500 vi erano a Venezia ben 417 stampatori. La Serenissima in questo senso fu una città molto fertile, anche grazie a personaggi come Aldo Manuzio (le cui edizioni, denominate "aldine", sono ancora oggi molto pregiate), Francesco Marcolini da Forlì ed altri. A Roma, durante gli anni 1467-1500 furono stampati 1 825 titoli. Nel complesso, delle 110 tipografie europee in attività nel 1480, una cinquantina erano attive in Italia, una trentina in Germania, 9 in Francia, 8 in Spagna e le restanti negli altri Paesi del continente.
Venezia, grazie a ciò, ottenne diversi primati, come il primo libro di musica con caratteri mobili (Harmonice Musices Odhecaton di Ottaviano Petrucci), il primo trattato di architettura con illustrazioni, la stampa del primo libro in armeno (Ուրբաթագիրք Urbat’agirk’, "Libro del venerdì", 1512), in cirillico bosniaco (Ofičje svete dieve Marie traslitterato in lettere latine, "Ufficio della Vergine Maria"), oltre che la realizzazione delle prime edizioni a stampa della Bibbia rabbinica (Daniel Bomberg, 1516-17), del Talmud (Bomberg, 1520-23) e del Corano (Paganino Paganini, 1538). Fu stampato sempre in Italia, ma non a Venezia bensì a Reggio Calabria, il primo libro impresso in lingua ebraica a recare una data certa, il Commentarius in Pentateuchum (18 febbraio 1475)
Il primato veneziano, offuscato solo a metà del Cinquecento a causa della Controriforma, che costrinse molti editori a trasferirsi nell'Europa del nord, riprese vigore nella seconda metà del secolo e rimase tale sostanzialmente fino al tardo Settecento.

### La diffusione della stampa a caratteri mobili in Oriente
Per quanto riguarda le colonie portoghesi in Asia, i conquistatori compresero subito l'utilità del libro a stampa, soprattutto per quanto riguarda l'opera di evangelizzazione. I primi caratteri esotici vennero fusi in Occidente a Lisbona nel 1539-40, destinati ai ragazzi "Etiopi, Persiani, Indiani, al di qua e al di là del Gange". Inoltre, pratica usuale consisteva nel far accompagnare i primi esploratori da carichi di libri. Nell'India portoghese però contatti con i letterati di origine indù si ebbero solo all'inizio del XVII secolo. Inoltre, le opere stampate dal 1557 furono solo catechismi e libri di preghiera, utili appunto per l'evangelizzazione della popolazione nativa.
Quando i portoghesi giunsero in Cina (nel 1513) e nel Giappone (verso il 1542) la situazione era diversa perché qui trovarono l'arte autoctona della xilografia (incisione in legno). Va ascritto ai Gesuiti e non ai conquistatori portoghesi il merito di aver esportato in Estremo oriente la nuova arte tipografica da poco sviluppatasi in Europa. In Giappone, durante il Secolo cristiano (cioè il periodo che intercorre dal 1549 al 1644), furono stampate una ventina di opere di vari argomenti le quali, nella storia della letteratura, hanno la stessa importanza delle prime trascrizioni delle opere buddiste dal sanscrito al cinese. Ancora oggi sono ampiamente analizzate dagli studiosi. Furono molti gli adattamenti in cinese, vietnamita, coreano, indiano delle opere occidentali. Nello specifico, i padri Gesuiti di Pechino, insieme alle opere xilografiche nelle lingue europee (si ha notizia di una decina di esse), pubblicarono diverse opere cinesi a stampa xilografica.
Il primo ad adattare opere cristiane alla lingua cinese fu Michele Ruggieri (considerato il primo sinologo europeo). Ancora più noto è padre Matteo Ricci. Costui, dopo aver dedicato alcuni anni allo studio del cinese, parlato e scritto dai letterati dell'impero, cominciò il lavoro di traduzione su opere letterarie e scientifiche. Fu solo grazie al suo successore, Nicolas Trigault e al suo confratello Johann Schreck, un ex medico, con la collaborazione del cardinale Federico Borromeo (fondatore della Biblioteca Ambrosiana di Milano) che un ingente numero di volumi giunsero a Pechino. Col tempo il fondo librario si arricchì di numerose altre opere, frutto di donazioni. Attualmente il fondo è costituito da oltre quattromila opere, tra cui alcuni incunaboli, conservati nella Biblioteca di Pet'ang a Pechino. Questa biblioteca doveva essere uno strumento di trasmissione in lingua cinese della più alta cultura occidentale di ogni branca del sapere. Primo tra tutti a riuscire in ciò fu il tedesco Adam Schall von Bell che, insieme ad un letterato cinese, riuscì a pubblicare un'enciclopedia matematica e scientifica in cento volumi. 
A seguito dello scioglimento della Compagnia di Gesù nel 1773, non si ebbero più nuove pubblicazioni. Dopo la Rivoluzione francese (1789) e le guerre napoleoniche (1802-1815) i contatti tra Occidente e Oriente si interruppero.
 
Solo nel XIX secolo il Giappone e, nel XX la Cina ripresero il cammino interrotto.

### Nel resto del mondo (India, America)
La stampa a caratteri mobili fu portata in India dai missionari portoghesi. Furono i gesuiti ad impiantare il primo torchio da stampa nel subcontinente, a Goa (1556). 

Nelle Americhe, scoperte da Cristoforo Colombo nel 1492, l'introduzione della stampa fu ancora più rapida: una pressa tipografica fu impiantata a Città del Messico nel 1544 (o forse nel 1539) dall'italiano Giovanni Paoli (più noto col nome ispanizzato di Juan Pablos). Il primo ad utilizzare un torchio da stampa in Nord America fu Stephen Daye nel 1637 in Massachusetts. Nel 1640 stampò a Cambridge il Bay Psalm Book, il primo libro stampato nell'America britannica.
Per lungo tempo la produzione di libri a stampa interessò solamente gli europei residenti nelle colonie asiatiche o americane.

#### Il rifiuto islamico
I religiosi islamici dell'Impero ottomano, che allora governava la maggior parte del mondo musulmano, rifiutarono risolutamente questa invenzione. A Costantinopoli il primo libro, l'Arba'ah Turim di Yaakov ben Asher, fu stampato in caratteri ebraici da Daṿid Naḥmiaś nel 1493, mentre soltanto nel 1727 il sultano Ahmed III concedette al tipografo İbrahim Müteferrika l'autorizzazione di stampare in caratteri arabi, limitata a opere di argomento non religioso.

Al Cairo il primo tentativo di impiantare una tipografia fu effettuato tra il 1557 e il 1562 da Eliezer Soncino, un italiano trasferitosi da Costantinopoli: le uniche prove della sua attività sono i frammenti di due libri, Pitron Halomot ("L'interpretazione dei sogni") e Refu'ot ha-Talmud ("I rimedi medicinali del Talmud"), ritrovati nella Geniza del Cairo. Nei duecento anni seguenti alla morte di Soncino fu stampata al Cairo una sola opera: Chok l'Yisrael da Avraham Yatom (1740). 
Nel 1798 i francesi (Campagna d'Egitto di Napoleone) portarono in Egitto attrezzature tipografiche corredate da caratteri arabi. Il primo libro stampato in arabo in terra d'islam furono gli Esercizi di arabo letterario tratti dal Corano. Dopo che i francesi ebbero lasciato l'Egitto i religiosi docenti all'università al-Azhar, però, distrussero la macchina da stampa e ne gettarono i pezzi nel porto di Abukir ad Alessandria.

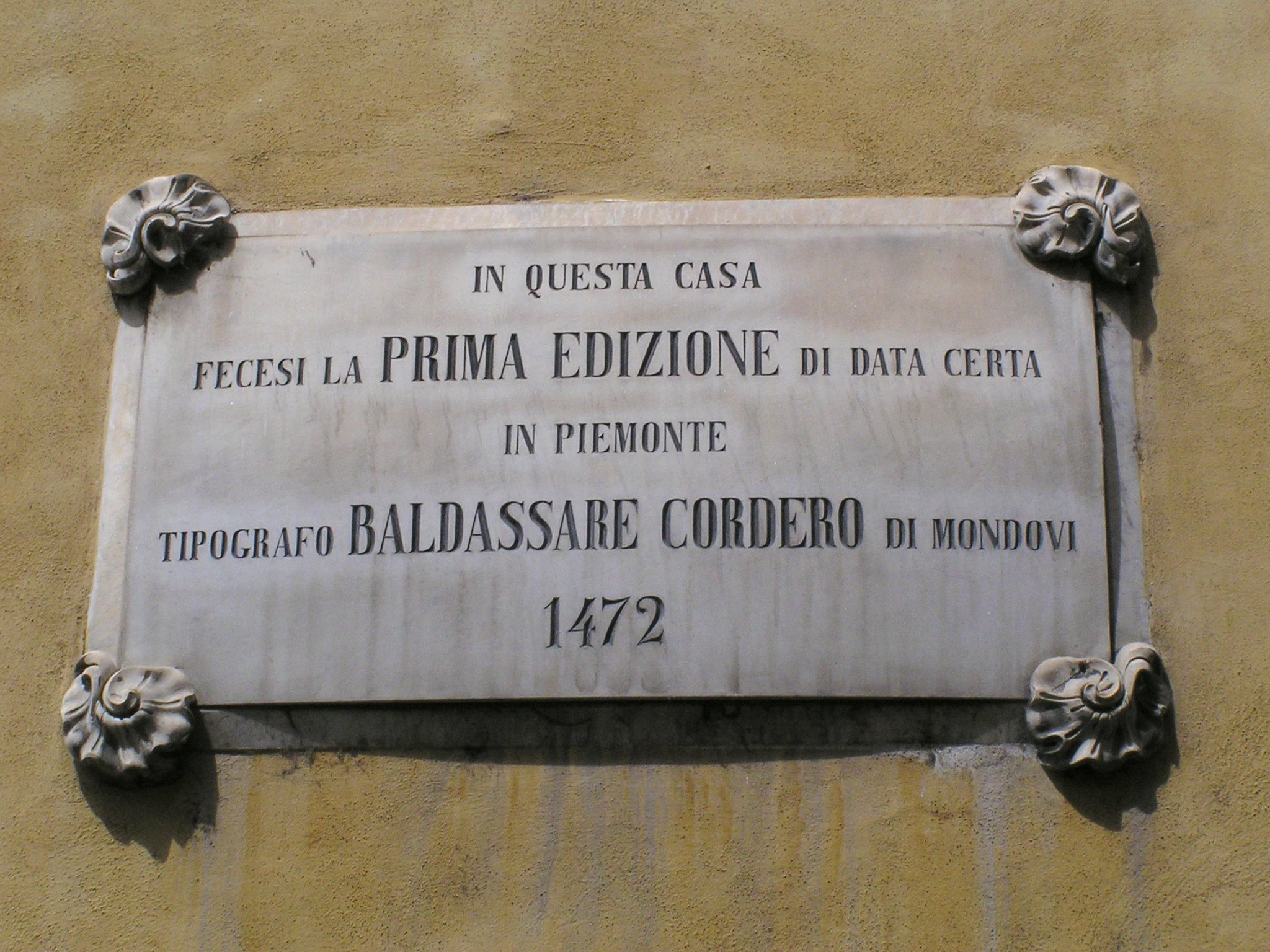
Lapide commemorativa della prima stampa con data certa in Piemonte, a opera di Baldassarre Cordero di Mondovì nel 1472.

## Cronologia dell'introduzione della stampa

Distribuzione geografica delle città sedi di tipografie nel XV secolo.

| Introduzione della stampa nelle città tedesche      | Introduzione della stampa nelle città tedesche | Introduzione della stampa nelle città tedesche                                                                             |
| Data                                                | Città                                          | Stampatore/i |
| --------------------------------------------------- | ---------------------------------------------- | --- |
| 1452-53                                             | Magonza                                        | Johannes Gutenberg, Peter Schöffer, Johann Fust                                                                            |
| ca. 1457                                            | Bamberga                                       | Albrecht Pfister, Johann Sensenschmid (dal 1480)                                                                           |
| non oltre il 1460                                   | Strasburgo                                     | Johannes Mentelin |
| ca. 1465                                            | Colonia                                        | Ulrich Zell |
| 1468                                                | Augusta                                        | Günther Zainer |
| 1468                                                | Basilea                                        | Berthold Rupper (allievo di Gutenberg)                                                                                     |
| non oltre il 1469                                   | Norimberga                                     | Johann Sensenschmidt, Regiomontano (1472–75), Anton Koberger (1473–1513)                                                   |
| Introduzione della stampa nelle città italiane      |                                                | |
| Data                                                | Città                                          | Stampatore/i |
| 1465                                                | Subiaco                                        | Conrad Sweynheym e Arnold Pannartz (monaci dell'arcidiocesi di Colonia)                                                    |
| ante 1467                                           | Roma                                           | Ulrich Han (tedesco) |
| 1469                                                | Venezia                                        | Giovanni da Spira (tedesco), Nicolas Jenson (francese)                                                                     |
| 1470                                                | Napoli                                         | Sixtus Riessinger |
| 1471                                                | Bologna                                        | Baldassarre Azzoguidi |
| 1471                                                | Ferrara                                        | |
| 1471                                                | Genova                                         | |
| 3 agosto 1471                                       | Milano                                         | Panfilo Castaldi |
| 1471                                                | Padova                                         | Bartolomeo da Valdezocco                                                                                                   |
| 1471                                                | Treviso                                        | |
| Novembre 1471                                       | Firenze                                        | Bernardo Cennini, orafo, con i figli Pietro e Domenico.                                                                    |
| 1472                                                | Foligno                                        | Johannes Numeister |
| 1472                                                | Mantova                                        | Paolo da Butzbach |
| 1472                                                | Jesi                                           | Federico de' Conti |
| Introduzione della stampa nelle altre città europee |                                                | |
| Data                                                | Città                                          | Stampatore/i |
| 1470                                                | Parigi                                         | Michael Friburger, Ulrich Gering e Martin Crantz (o Granz) (sotto la direzione di Johannes Heynlin, rettore della Sorbona) |
| 1473                                                | Budapest                                       | Andrea Hess |
| 1473                                                | Bruges                                         | Colard Mansion |
| 1473                                                | Lovanio                                        | Thierry Martens e Giovanni di Vestfalia                                                                                    |
| 1474                                                | Valencia                                       | Lambert Palmart |
| 1475                                                | Siviglia, Barcellona, Saragozza                | |
| 1475                                                | Lione                                          | Barthélemy Bouver |
| 1476                                                | Londra                                         | William Caxton, The Dictes and Sayeings of the Philosophres                                                                |
| 1478                                                | Oxford                                         | Theodoric Rood, Expositio Sancti Hieronymi in symbolum apostolorum                                                         |
| 1478                                                | Ginevra                                        | Adam Steinschaber (originario di Schweinfurt)                                                                              |
| 1487                                                | Faro                                           | Samuel Gacon |